# Vicente Farache
Vicente Farache Neto, mais conhecido apenas como Vicente Farache (Natal, 19 de outubro de 1902 — Natal, 16 de agosto de 1967), foi um treinador, dirigente e ex-futebolista brasileiro, que atuou como ponta-direita.

## Carreira

### Como jogador
Atuou apenas no ABC, durante o fim dos anos 1910 e início dos anos 1920, quando interrompeu sua carreira para estudar Direito no Rio de Janeiro. Concluído seu curso em 1927, retornou a Natal no ano seguinte, dedicando-se ao cargo de dirigente no clube em que atuara unicamente.

### Como treinador
Entre passagens como dirigente e treinador, conquistou o famoso Decacampeonato Potiguar pelo ABC, entre os anos de 1932 e 1941.

## Títulos

### Como jogador
ABC
- Campeonato Potiguar: 1920[nota 2]

### Como treinador
ABC
- Campeonato Potiguar: 1932, 1933, 1934, 1935, 1936, 1937, 1938, 1939, 1940 e 1941

## Carreira extra-campo
Fora dos gramados e das áreas técnicas, atuou em diversos cargos, entre os quais: advogado, juiz municipal, jornalista, adjunto de promotor público, secretário e diretor técnico da Liga Norte-rio-grandense de Desportos (antiga FND, atual FNF), presidente do Conselho Regional de Desportos (entre 1961–1966) e treinador de algumas seleções de futebol potiguares.

## Vida pessoal
Filho da brasileira Maria Carmina Farache e do italiano José Farache.
Teve como irmãos: Carlos, Antônio (mais conhecido como Tonho Farache, também ligado ao futebol), Ernani e Adalberto.
Casou-se duas vezes: na primeira, com a chilena Maria do Rosário Lamas Farache (1935–1949); e na segunda, com uma brasileira de nome Maria, com quem teve sete filhos, diferentemente da primeira união.

## Homenagens
- Vila Olímpica Vicente Farache (complexo esportivo do ABC)[5]
- Rua Doutor Vicente Farache (bairro Nova Descoberta, Natal)[6]